# 学校法人イーエスピー学園
学校法人イーエスピー学園（がっこうほうじん イーエスピーがくえん）は東京都新宿区に本部を置く学校法人。国産ギター・メーカーで楽器製造事業、音楽教育事業などを大きな柱としている音楽関連企業株式会社イーエスピーの教育部門を担っており、東京・高田馬場に専門学校ESPエンタテインメント東京、専門学校ミュージシャンズ・インスティテュート東京、大阪・梅田に専門学校ESPエンタテインメント大阪、福岡・福岡市に専門学校ESPエンタテインメント福岡の4校の専修学校を設置している。

## 沿革
- 1975年 第一回のギターリペア講習会を開催する。
- 1983年 株式会社イーエスピーにより、ギタークラフトマン、リペアマン養成を目的とする日本ギター製作学院（1年制）を設立する。
- 1984年 日本ギター製作学院第1期卒業生を対象に研究科を設置し、開講する。
- 1984年 ポップ・ミュージック分野のプレイヤー養成を目的とする日本創作音学院（2年制）を設立する。
- 1985年 ピアノ調律技術者、管楽器リペア技術者の養成を目的とする日本ピアノ調律師養成学院（1年制）を設立する。日本ギター製作学院と日本ピアノ調律師養成学院と日本創作音学院の3校を組織化し、ESPミュージカルアカデミーグループとする。
- 1986年 東京都新宿区下落合に新校舎完成。日本ギター製作学院と日本ピアノ調律師養成学院を移転させる。
- 1987年 日本ギター製作学院と日本ピアノ調律師養成学院を合併し専門学校ESPミュージカルアカデミーとして専修学校の設置の申請し認可される。同時に学校法人イーエスピー学園として学校法人の設立を申請し認可される。
- 1987年 日本創作音学院をESPミュージックスクールと校名変更。
- 2000年 文部大臣告示により1999年度卒業生から「専門士」の称号が付与される。
- 2005年 大阪・梅田に総合エンタテインメント専門学校の専門学校ESPエンタテインメントを開校する。また、東京・原宿にダンスと声優の専門学校である専門学校原宿パフォーマンスビレッジを開校する。
- 2007年 専門学校原宿パフォーマンスビレッジを専門学校ESPパフォーマンスビレッジに校名変更。
- 2013年 専門学校ESPパフォーマンスビレッジをESPアニメーション声優専門学校に校名変更。
- 2017年 創立30周年を迎える。
- 2018年 専門学校ESPミュージカルアカデミーを専門学校ESPエンタテインメント東京に校名変更。また、専門学校ESPエンタテインメントを専門学校ESPエンタテインメント大阪に校名変更。そして、ESPアニメーション声優専門学校を専門学校ミュージシャンズ・インスティテュート東京に校名変更。福岡市内にESPエンタテインメント福岡を開校する。

## 設置学校
- 専門学校ESPエンタテインメント東京
- 専門学校ESPエンタテインメント大阪
- 専門学校ESPエンタテインメント福岡
- 専門学校ミュージシャンズ・インスティテュート東京

## 著名な卒業生
- EXILE ATSUSHI（歌手）
- 己龍・酒井参輝、九条武政（歌手）
- 林部智史（歌手）
- ONE OK ROCK・Tomoya（ドラマー）
- かりゆし58・新屋行裕（歌手）
- TOTALFAT・Jose（歌手）
- キンモクセイ（歌手）
- つばき（歌手）
- POLYSICS・ヤノ（歌手）
- detroit7（歌手）
- DEEP・TAKA、KEISEI（歌手）
- dustbox・SUGA
- heidi・義彦、ナオ、コースケ
- SHISHAMO・松岡彩
- 加賀爪タッド（本名・加賀爪忠勝）：音楽プロデューサー、歌手、ギタリスト、作詞作曲家、編曲家、松江観光大使
- 小原莉子 (声優、ギタリスト)
- 新祐樹(声優)
- 弘松芹香(声優)
- シンガーズハイ・ほりたいが（ギタリスト）、りゅーいち（ドラマー）